# Cuchilla de Guaviyú
Cuchilla de Guaviyú ist eine Ortschaft in Uruguay. 

## Geographie
Sie befindet sich im nördlichen Teil des Departamento Salto in dessen Sektor 7. Cuchilla de Guaviyú liegt dabei nahe der im Norden verlaufenden Grenze zum Nachbardepartamento Artigas, die dort der Río Arapey Chico bildet. Nächstgelegene Ansiedlungen sind Pueblo Ruso und Guaviyú del Arapey im Südwesten, Fernández im Südosten und Sarandí del Arapey in östlicher Richtung.

## Einwohner
Die Einwohnerzahl Cuchilla de Guaviyú beträgt 138 (Stand: 2011), davon 72 männliche und 66 weibliche.
| Jahr | Einwohner |
| ---- | --------- |
| 1963 | 289       |
| 1975 | 220       |
| 1985 | 181       |
| 1996 | 131       |
| 2004 | 151       |
| 2011 | 138       |

Quelle: Instituto Nacional de Estadística de Uruguay